# Montagne russe (film)
Montagne russe (State Fair) è un film del 1933 diretto da Henry King.

## Produzione
Il film fu prodotto dalla Fox Film Corporation.

## Distribuzione
Distribuito dalla Fox Film Corporation uscì nelle sale cinematografiche USA il 10 febbraio 1933.

## Riconoscimenti
- 1934 - Premio Oscar
  - Candidatura Miglior film alla 20th Century Fox
  - Candidatura Migliore sceneggiatura non originale a Paul Green e Sonya Levien